# Аверин, Василий Кузьмич
Васи́лий Кузьми́ч Аве́рин (1884, Летошники, Смоленская губерния, Российская империя — 28 декабря 1945, Якутск, РСФСР, СССР) — российский и украинский революционер, большевик, делегат Всероссийского Учредительного собрания, член ВЦИК, нарком внутренних дел Украины (1918—1919), глава Одессы (1921—1922).

## Биография

### Дореволюционный период
Родился в 1884 (или 1885) году в селе Летошники Рогнединской волости Рославльского уезда (Смоленская губерния) — ныне в Рогнединском районе Брянской области. Василий был выходцем из крестьянской семьи, потому, по одним данным, он не получил вообще никакого образования, а по другим — учился 3 года в церковно-приходском училище. В начале своей профессиональной карьеры он работал слесарем, а затем был конторщиком. С 1900 года работал на Донбассе, был рабочим Брянского завода в Екатеринославе.
В 1903 году вступил в РСДРП, а в ноябре 1904 года примкнул к большевикам. Он участвовал в Первой русской революции 1905—1907 годов. Был участником организации подпольной типографии, где печаталась газета «Южная правда», в тот период он был дважды арестован и провёл шесть месяцев в тюрьме.
В 1915 году был вновь арестован и выслан царским судом в Иркутскую губернию, откуда он вернулся в апреле 1917 года, будучи освобожденным в результате Февральской революции. В том же году он был избран делегатом II Всероссийского съезда Советов рабочих и солдатских депутатов, где стал членом ВЦИКа.

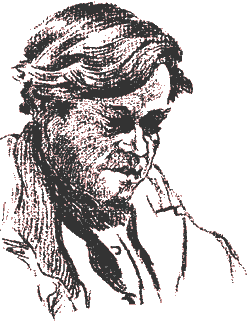
Портрет делегата В. К. Аверина работы Ю. К. Арцыбушева (1918)

### После Октября
В конце 1917 года был избран делегатом Всероссийского Учредительного собрания от Екатеринославского избирательного округа по списку № 9 (большевики и в Бахмутский Совет крестьянских депутатов).
В декабре 1917 года Феликс Дзержинский пригласил Аверина войти в первый состав ВЧК, но к работе в чрезвычайной комиссии тот так и не приступил.
Работал на Украине, где был председателем военно-революционного штаба при Екатеринославском совете и начальником обороны Екатеринославского района от германских интервентов. В 1918—1919 годах возглавлял политотдел Особой группы войск Курского направления, а затем — политотдел Украинского фронта (в январе 1919 года).
В 1918—1919 годах занимал пост Наркома внутренних дел Украины. С февраля по июль он был председателем Екатеринославского совета, а затем Волынского и Харьковского губернских исполнительных комитетов. С июля 1919 года был уполномоченным Совета обороны УССР и ЦК КП(б) Украины по борьбе с контрреволюцией и бандитизмом.
В 1921—1923 годах, после окончания основной фазы Гражданской войны, был назначен председателем губернского исполнительного комитета и городского совета Одессы. С 1919 года являлся кандидатом в члены, а затем и членом ЦК КП(б) Украины (1921—1923).
Избирался членом Всеукраинского Центрального Исполнительного Комитета (ВУЦИК) пятого и шестого созывов (с 21 июля 1921 по 4 апреля 1923 года), а также членом ЦИК СССР. Подпись В. Аверина стоит под «Проектом постановления X съезда РКП по вопросу о роли и задачах профсоюзов», опубликованном в феврале 1921 года как часть программы «объединенной оппозиции» (группы Троцкого — Бухарина). В 1923 году вместе с Львом Троцким входил в левую «оппозицию 46-ти».

### Ссылка и смерть
С 1924 года был переведён на хозяйственную работу: в авиационной промышленности, на железнодорожном и водном транспорте. В частности, в 1925 году он был назначен начальником Центрального управления внутренних водных путей Народного комиссариата путей сообщения СССР.
С 1925 по 1927 год — председатель правления Авиатреста, затем — заместитель председателя правления Северных железных дорог (1927—1928) и, одновременно, — уполномоченный НКПС СССР по Северным железным дорогам. Занимал посты председателя правления Октябрьской железной дороги (1928—1931), директора Северных железных дорог (1931—1932) и начальника Объединения электрификации железнодорожного транспорта НКПС СССР (1932—1933). С сентября 1933 года являлся начальником центрального отдела электрификации НКПС СССР.
В 1935 году он был назначен начальником Ленского пароходства и переведён в город Якутск, где был арестован два года спустя (в 1937 году) и осуждён на 8 лет исправительно-трудовых лагерей. Был освобожден уже после окончания Великой Отечественной войны, в ноябре 1945 года.
Вскоре после освобождения, 28 декабря 1945 года, Аверин был задушен неизвестными на своем рабочем месте — в конторке при якутской городской бане, куда он устроился работать слесарем.
29 ноября 1955 года решением президиума Верховного суда Якутской АССР Аверин был реабилитирован.

## Память
- Имя Василия Аверина носила улица в Новокодакском районе Днепропетровска (до 26 ноября 2015 года) и была переименовано в Куренная улица.[12]

## Адреса
- 1925 год — Центральное управление внутренних водных путей (ЦУРек): Москва, Новая Басманная улица, дом 2, комн. 235, тел. 2-23-82[13].